# Assedio di Barcellona (1697)
L'assedio di Barcellona del 1697 è stato un episodio della guerra dei Nove Anni, finito con la vittoria francese e la sconfitta degli spagnoli e la capitolazione della città di Barcellona.
Luigi Giuseppe, duca di Vendôme, al comando di circa 32 000 uomini costrinse la guarnigione comandata dal principe Giorgio d'Assia-Darmstadt, a capitolare il 10 agosto. 
Si trattò di una battaglia molto combattuta con circa 9 000 vittime francesi e circa 12 000 tra morti, feriti e dispersi tra le truppe spagnole, anche se Antonio Espino López reputa che le perdite siano state di 4 500 morti e 800 feriti tra gli spagnoli e circa 15 000 tra i francesi.